# Juan Antonio Pizzi
Juan Antonio Pizzi Torroja (n. 7 iunie 1968, Santa Fe, Provincia Santa Fe, Argentina) este un fost fotbalist și actual antrenor de fotbal argentinian, care în prezent antrenează Echipa națională de fotbal a Republicii Chile.

## Goluri internaționale
| #  | Data               | Stadion                              | Oponent         | Scor | Rezultat | Competiția                                             |
| -- | ------------------ | ------------------------------------ | --------------- | ---- | -------- | ------------------------------------------------------ |
| 1. | 18 ianuarie 1995   | Riazor, A Coruña, Spain              | Uruguay         | 1–0  | 2–2      | Meci amical                                            |
| 2. | 6 septembrie 1995  | Los Cármenes, Granada, Spain         | Cipru           | 3–0  | 6–0      | Preliminariile Euro 1996                               |
| 3. | 6 septembrie 1995  | Los Cármenes, Granada, Spain         | Cipru           | 5–0  | 6–0      | Preliminariile Euro 1996                               |
| 4. | 20 septembrie 1995 | Vicente Calderón, Madrid, Spain      | Argentina       | 1–0  | 2–1      | Meci amical                                            |
| 5. | 13 noiembrie 1996  | Heliodoro Rodríguez, Tenerife, Spain | Slovacia        | 1–0  | 4–1      | Calificările pentru Campionatul Mondial de Fotbal 1998 |
| 6. | 12 februarie 1997  | Rico Pérez, Alicante, Spain          | Malta           | 4–0  | 4–0      | Calificările pentru Campionatul Mondial de Fotbal 1998 |
| 7. | 3 iunie 1998       | El Sardinero, Santander, Spania      | Irlanda de Nord | 1–0  | 4–1      | Meci amical                                            |
| 8. | 3 iunie 1998       | El Sardinero, Santander, Spania      | Irlanda de Nord | 2–0  | 4–1      | Meci amical                                            |

## Palmares

### Jucător

#### Club
Barcelona
- Cupa Cupelor UEFA: 1996–97
- Supercupa Europei: 1997
- La Liga: 1997–98
- Copa del Rey: 1996–97, 1997–98
- Supercopa de España: 1996

#### Individual
- Trofeul Pichichi: 1995–96

### Antrenor

#### Club
Universidad Católica
- Chilean Primera División: 2010

San Lorenzo
- Argentine Primera División: 2013 Inicial

#### Individual
- Antrenorul lunii în La Liga: februarie 2014